# Fiat 500 1957 Edition
La edición especial Fiat 500 1957 Edition fue presentada en 2013.